# All of the Lights
All of the Lights (englisch für ‚Alle Lichter‘) ist ein Lied des US-amerikanischen Rappers und Produzenten Kanye West, das er mit Gastmusikern aufgenommen hat. Der Song wurde als vierte Singleauskopplung am 18. Januar 2011 aus Wests fünftem Studioalbum My Beautiful Dark Twisted Fantasy veröffentlicht.

## Hintergrund
All of the Lights wurde von Jeff Bhasker, Stacy Ferguson (Fergie), Malik Jones, Scott Mescude (Kid Cudi), Terius Nash (The-Dream), Warren Trotte und Kanye West geschrieben beziehungsweise komponiert. Produziert wurde der Titel von West. Die Hauptinterpretation erfolgte durch Kanye West, Rihanna und Kid Cudi. Darüber hinaus sind im Hintergrund die Stimmen von Alicia Keys, John Legend, The-Dream, Drake, Fergie, DJ Joseph, Elton John, Ryan Leslie, Charlie Wilson, Tony Williams, La Roux, Alvin Fields und Ken Lewis zu hören. Bei einem Interview mit MTV erklärte Jackson die Zusammensetzung der Musiker im Lied.

“He got me to layer up all these vocals with other people, and he just basically wanted to use his favorite vocalists from around the world to create this really unique vocal texture on his record, but it's not the kind of thing where you can pick it out”

## Musikvideo

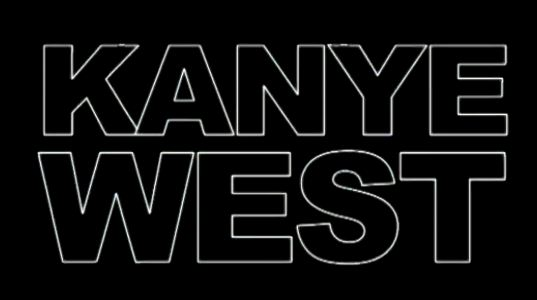
Schriftzug Kanye West aus dem Musikvideo.

Das Musikvideo zu All of the Lights wurde im Januar 2011 vom Regisseur Hype Williams gedreht. Es werden verschiedene Szenen mit Rihanna, West und Kid Cudi gezeigt, die im Blitzlicht ineinander übergehen. In dem Video trägt Rihanna schwarze Unterwäsche, mit Klebestreifen an der Brust. Ihr Körper wird im Profil gezeigt. Die weiteren Szenen aus dem Musikvideo sind eine Referenz an Gaspar Noés Film Enter the Void aus dem Jahre 2009. Das Musikvideo hatte am 19. Februar 2011 auf Wests Vevo-Kanal seine Weltpremiere.

## Mitwirkende (Auswahl)
Die folgenden Personen wirkten an der Entstehung des Lieds All of the Lights mit:
- Jeff Bhasker: Komponist, Liedtexter
- Drake: Gesang
- Stacy Ferguson (Fergie): Gesang, Komponist, Liedtexter
- Alvin Fields: Gesang
- Elton John: Gesang
- Malik Jones: Komponist, Liedtexter
- Alicia Keys: Gesang
- Brent Kolatalo: Toningenieur
- John Legend: Gesang
- Ryan Leslie: Gesang
- Ken Lewis: Gesang
- Scott Mescude (Kid Cudi): Gesang, Komponist, Liedtexter
- Terius Nash (The-Dream): Gesang, Komponist, Liedtexter
- Rihanna: Gesang
- La Roux: Gesang
- Warren Trotte: Komponist, Liedtexter
- Kanye West: Gesang, Komponist, Liedtexter, Musikproduzent
- Tony Williams: Gesang
- Charlie Wilson: Gesang

## Rezensionen
Andy Kellman von Allmusic kommentierte den Song mit:

“At once, the song features one of the year’s most rugged beats while supplying enough opulent detail to make Late Registration collaborator Jon Brion’s head spin.”

Alex Denney von NME nannte das Lied „the sleb-studded centrepiece“ und sagte:

“In anyone else’s hands it’d be an A-list circle-jerk of horrid proportions, but through Kanye’s bar-raising vision it becomes a truly wondrous thing.”

Zach Baron von The Village Voice fand den Text relevant für die gegenwärtige wirtschaftlichen Lage. Kitty Empire von The Guardian zitiert das Lied als „the album's most magnificent high“ (dt. Der absolute Höhepunkt des Albums) und schreibt „backs up operatic levels of sound with great drama“ (dt. verbindet opernhafte Klänge mit einer wunderbaren Handlung).

## Kommerzieller Erfolg

### Chartplatzierungen
| ChartsChartplatzierungen       | Höchstplatzierung | Wochen |
| ------------------------------ | ----------------- | ------ |
| Österreich (Ö3)                | 68 (1 Wo.)        | 1      |
| Schweiz (IFPI)                 | 46 (6 Wo.)        | 6      |
| Vereinigtes Königreich (OCC)   | 15 (20 Wo.)       | 20     |
| Vereinigte Staaten (Billboard) | 18 (25 Wo.)       | 25     |

| ChartsJahrescharts (2011)      | Platzierung |
| ------------------------------ | ----------- |
| Vereinigte Staaten (Billboard) | 59          |
| Vereinigtes Königreich (OCC)   | 87          |

### Auszeichnungen für Musikverkäufe
| Land/Region                  | Auszeichnungen für Musikverkäufe (Land/Region, Auszeichnung, Verkäufe) | Verkäufe  |
| ---------------------------- | ---------------------------------------------------------------------- | --------- |
| Australien (ARIA)            | 2× Platin                                                              | 140.000   |
| Brasilien (PMB)              | Gold                                                                   | 30.000    |
| Dänemark (IFPI)              | Platin                                                                 | 90.000    |
| Deutschland (BVMI)           | Gold                                                                   | 150.000   |
| Italien (FIMI)               | Gold                                                                   | 50.000    |
| Neuseeland (RMNZ)            | 4× Platin                                                              | 120.000   |
| Vereinigte Staaten (RIAA)    | 7× Platin                                                              | 7.000.000 |
| Vereinigtes Königreich (BPI) | 2× Platin                                                              | 1.200.000 |
| Insgesamt                    | 3× Gold · 16× Platin ·                                                 | 8.780.000 |

Hauptartikel: Kanye West/Auszeichnungen für Musikverkäufe